# ريتشارد تايلور (متزلج على الجليد)
ريتشارد تايلور (بالإنجليزية: Richard Taylor)‏ هو متزلج على الجليد ‏ بريطاني، ولد في 6 يوليو 1981، وتوفي في 8 أغسطس 2004.